# Смирнов, Павел Васильевич (шахтёр)
Па́вел Васи́льевич Сми́рнов (29 августа 1915, с. Коробейники, Осинский уезд, Пермская губерния — 10 июня 1992) — проходчик шахты «Физкультурник» треста «Анжероуголь», Герой Социалистического Труда (1957).

## Биография
Родился 29 августа 1915 года в селе Коробейники (ныне - Чернушинский район Пермского края).
В 1924 году семья переехала на Анжерские копи. С 14 лет работал в леспромхозе, в геологоразведочной партии. С 1936 по 1939 год служил в армии.
После армии работал проходчиком на шахте «Физкультурник». С 1943 года — бригадир. В 1954 году был установлен рекорд — за месяц прошли 230 метров. Бригаде было вручено переходящее Красное знамя Совета Министров СССР и первая денежная премия. Бригадиру в 1954 году было присвоено звание «Почётный шахтер».
Указом Президиума Верховного Совета СССР от 26 апреля 1957 года присвоено звание Героя Социалистического Труда «за выдающиеся успехи, достигнутые в деле развития угольной промышленности в годы пятой пятилетки и в 1956 году».
Вырастил пятерых детей.
Умер 10 июня 1992 года.

## Награды
- Медаль «Серп и Молот» (26.04.1957);
- Орден Ленина (26.04.1957);
- медали;
- звание «Почётный шахтёр» (27.08.1954);
- знак «Шахтёрская слава» трёх степеней.

## Память
Его именем названа МОУ «Основная образовательная школа № 1» г. Анжеро-Судженска.